# 동화 (후한)

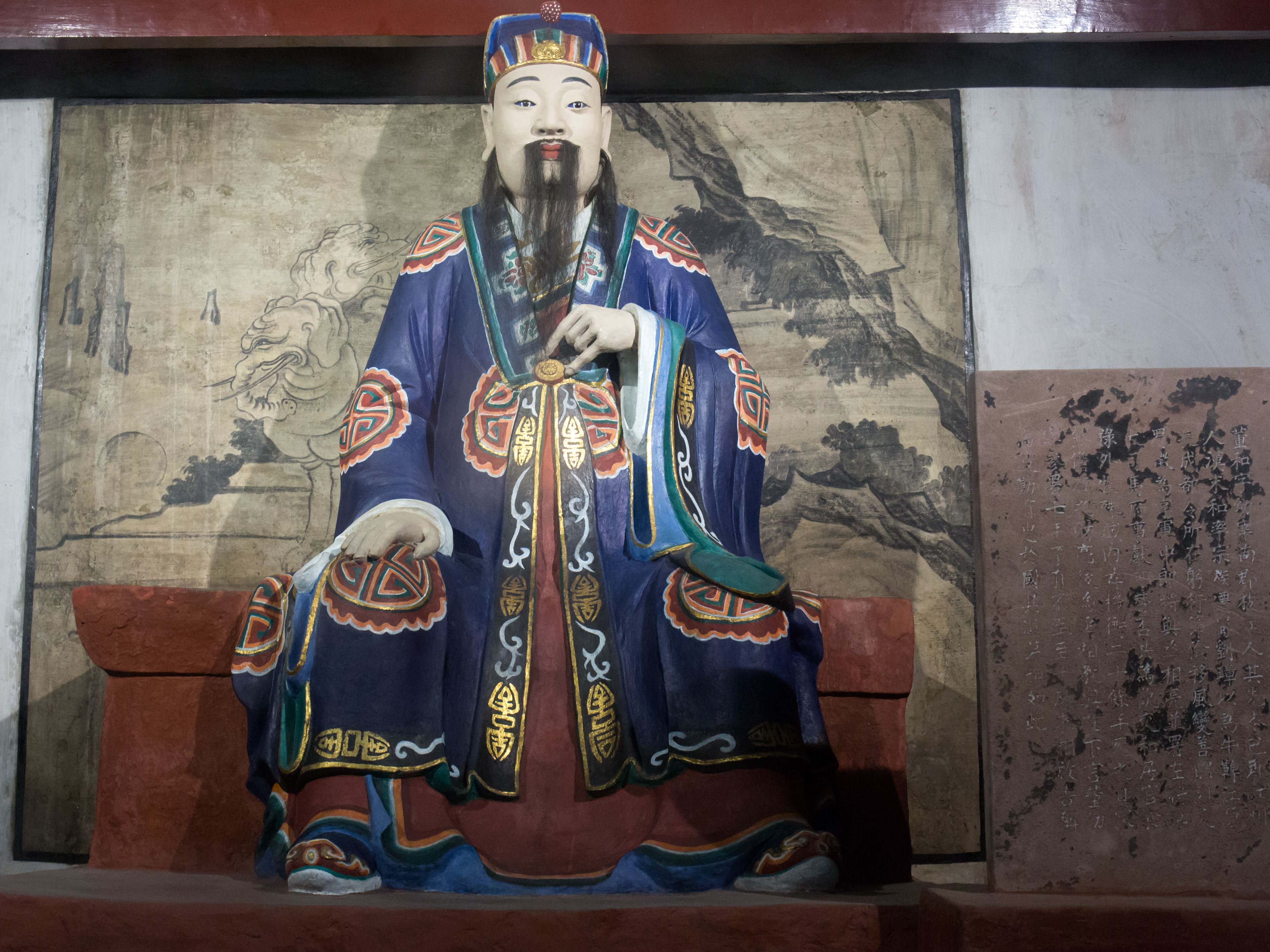

동화(董和, ? ~ ?)는 중국 후한 말의 정치가로, 자는 유재(幼宰)이며 남군 지강현(枝江縣) 사람이다.

## 생애
선조는 본래 파군 강주(江州) 사람이었으나 한 말에 동화는 종족을 이끌고 서쪽으로 이주해왔다.
익주목 유장(劉璋)은 그를 우비장(牛□長), 강원장(江原長), 성도령(成都令)으로 임명했다.
촉 땅은 토질이 넉넉하고 곡식이 풍성했으므로 당시 풍속은 사치스러웠고, 재산이 있는 사람들은 제후의 의복을 입고 맛있는 음식을 먹었으며, 혼인과 장례에 집안이 기울고 가산이 탕진할 지경에 이르렀다.
동화는 솔선수범하여 검소하게 살며 수수한 옷을 입고 간소한 식사를 하고, 신분을 넘는 행위를 말리고 금지하였으며, 이에 대한 규제를 만들었으므로 그가 부임한 곳마다 풍속이 바뀌고 선한 방향으로 변해 갔으며, 백성들은 법규를 두려워하여 범하지 않았다.
그러나 현의 호족들은 동화의 엄한 법을 싫어했으므로 유장에게 동화를 파동(巴東)의 속국도위(屬國都尉)로 전임시키도록 진언했다. 그러자 수하에 있던 수천 명의 관리와 백성들, 노약자들이 동화의 유임을 간절히 원하여 유장은 그를 2년간 더 유임하도록 했다.
그 후 돌아와 익주 태수로 승진했는데, 청렴함과 검소함은 여전했다.
동화는 남방의 이민족들과 협력하여 일하고, 성의로써 일관된 일에 매달렸으므로 남방 사람들은 그를 아끼고 신뢰했다.
214년 유비(劉備)가 촉을 평정한 후, 동화를 초빙하여 장군중랑장(掌軍中郎將)으로 임명하고, 군사장군 제갈량(諸葛亮)과 함께 좌장군 대사마(유비)의 일을 담당하도록 했는데, 옳은 것은 아뢰고 옳지 않은 것은 폐지하도록 진언하여 제갈량과 즐거이 사귀게 되었다.
동화는 관직에 올라 봉록을 먹은 이래, 밖에서는 먼 지역의 장관이 되었고, 안에서는 정치의 중추를 담당하며 20여 년을 지냈지만, 죽었을 때 집에는 쌀 한 섬의 재산조차도 없었을 정도로 검소했다.
제갈량이 후에 승상이 되었을 때, 부하들에게 훈계하면서 이렇게 말했다.
“각기 직무를 담당한 자는 사람들의 의견을 모으고 주군에 이익이 되는 의견을 널리 받아들이도록 하라. 만일 작은 불만이 있는 사람을 멀리하고 다른 의견을 제시하는 것을 곤란한 것으로 생각한다면, 국가의 큰 일에 해를 입히게 될 것이다. 다른 의견이 타당하다면 찢어진 신발을 버리고 주옥을 얻는 것처럼 하라. 그러나 사람들의 마음이 고통스럽다면 모두 할 수 없다. 오직 서원직(서서)만은 이러한 일에 처하여 미혹되지 않았고, 또 동유재(동화)는 직무를 담당한 7년 동안 불충분한 점이 있으면 10번씩 반복하여 상담하고 지적해 내었다. 진실로 자네들이 서원직의 10분의 1만이라도 배울 수 있고, 동유재처럼 돌이켜 검토하는 태도를 갖고 국가에 충성한다면, 나 또한 잘못을 적게 할 수 있을 것이다.”
제갈량은 또 말했다.
“나는 이전에 처음에는 최주평(崔州平, 최균)과 사귀면서 잘한 것과 잘못한 것을 자주 지적받을 수 있었으며, 후에는 서원직(徐元直, 서서)과 사귀어 그의 가르침을 여러 번 받았다. 이전에 동유재(동화)와 함께 일을 한 일이 있었는데, 그는 매번 자신의 의견을 전부 말했고, 후에 호위도(호제)가 일을 맡으면서는 여러 차례 간언을 하여 부당한 결정을 제지하였다. 비록 내 성품이 우매하고 닦여지지 않아 그들의 의견을 전부 받아들일 수는 없었을지라도 이 네 명과는 처음부터 끝까지 친하게 지냈으며, 이는 그들의 직언을 의심하지 않았다는 것을 증명하기에 충분하다.”
제갈량이 동화가 죽은 후에 부하들에게 동화에 대한 이야기로 훈계를 했을 정도로
제갈량이 이처럼 동화를 아꼈던 추념의 정은 깊었다.

## 《삼국지연의에서의 동화》
처음부터 익주태수로서 유장의 부하로 등장하며, 211년 촉이 유비의 공격을 받자 장로(張魯)에게 가세를 요구하도록 진언했고, 유비가 성도에 다가올 때까지도 항전을 주장했으나 결국 유장은 항복했고, 동화 역시 유비를 섬기다가 유비 사후에는 제갈량을 보좌했다.

## 동화의 친족 관계
- 동윤 (아들)

## 같이 보기
- 삼국지 인물 목록